# 迪德科特鎮足球會
迪德科特鎮足球會（Didcot Town F.C.）是一支位於英格蘭迪德科特的職業足球會，目前於英格蘭足球南部聯賽超聯組南角逐。

## 外部連結
- Official website （页面存档备份，存于）
- Facebook page
- Twitter page （页面存档备份，存于）